# Michaela Christ

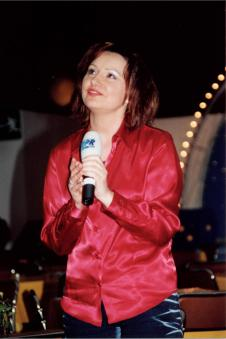
Michaela Christ

Michaela Christ (* 20. April 1966 in Bad Sobernheim, Rheinland-Pfalz, Deutschland; bürgerlich Claudia Fett) ist eine deutsche Sängerin und Textdichterin.

## Biografie
Im Alter von 6 Jahren entdeckte Michaela Christ ihre Liebe zur Musik. Sie sang im Kinderchor, später im Jugendchor und schließlich im Frauenchor.
Bei Opernsänger Kurt Adam nahm sie professionellen Gesangsunterricht. (Schwerpunkt Stimmbildung und Atemtechnik) und nahm an Lehrgängen in den Bereichen Moderation und Choreographie teil.
Entdeckt wurde sie 1994 von dem Produzenten und Komponisten Marc Alpina. Ihre ersten Erfolge feierte sie in der ZDF-Fernsehsendung Volkstümliche Hitparade. In einem großen Starterfeld erreichte sie auf Anhieb den 3. Platz mit ihrem Titel „Er schenkte mir das Alpenglühn“. Zahlreiche Fernsehsendungen u. a. bei ARD, ZDF, MDR, NDR, SWR, Bayerisches Fernsehen oder ORF Österreich folgten und Michaela Christ wurde zu einer beliebten Interpretin.
Einige Texte ihrer Hits hat sie selbst geschrieben. Auch für andere Kollegen aus den Bereichen Schlager, Volkstümlicher Schlager und Pop Schlager ist sie als Textdichterin erfolgreich.
2005 wechselte Michaela Christ zu dem international erfolgreichen Produzenten Joe Morell. 2006 erschien das 4. Album „Farben meiner Seele“.
2012 erscheint ihre neue Single "Ich bin so wie ich bin". 
2013 veröffentlichte Michaela Christ zusammen mit dem italienischen Popstar Roby Vandalo den Titel „Saremo liberi“ (Wir werden frei sein). Auch dieser Song erreicht vordere Plätze in den DJ Hitparaden und den Download Charts. In Österreich bekam sie als Textdichterin eine Goldene Schallplatte verliehen. 
Michaela Christ ist verheiratet und hat eine Tochter.

## Diskografie

### Singles
- Küsse von Carlos (1994)
- Samba, Sonne, Caballeros (1995)
- Er schenkte mir das Alpenglühn (1996)
- Was ich will bist du (1997)
- So ein Kinderlachen (1997)
- Winterzauberland (1998)
- Nimm mich mit in deine Träume (1998)
- Ein kleines Stück Musik (1999)
- Mein bester Freund der alte Apfelbaum (2000)
- Siehst du ein Licht (2001)
- Deine Zärtlichkeit (2002)
- Auf dem Weg meiner Träume (2002)
- Eviva Hey – im Feuer der Nacht (2003)
- Nur ein Gefühl (2004)
- Wenn du mit mir gehst (2006)
- Schalt dein Radio ein (2007)
- Wieso, Weshalb, Warum? (2007)
- Ich bin so wie ich bin (2012)
- Glücksregen (2014)
- Wirst du mich lieben? (2019)
- Liebe lebt für immer (2020)

### Singles - Michaela Christ & Roby Vandalo
- Saremo liberi (Wir werden frei sein) (2013)
- Von Berlin nach Rom (2015)

### Alben
- Viele Träume sind in mir (1996)
- Euch sag ich Dankeschön (1999)
- Meine schönsten Lieder (2002)
- Farben meiner Seele (2006)

### Alben - Michaela Christ & Roby Vandalo
- Von Berlin nach Rom (2016)

## Songtexte
Christ schrieb Texte für De Randfichten, Daniela Alfinito, Silke & Dirk Spielberg, Elvira Fischer, Ensemble Mikados, Eva Luginger, Feuer und Eis, Gehrenbergspatzen, Henk van Daam, Margot Hellwig, Mariella Gruber, Matthias Morgan, Nicole Freytag, Sandra Mo & Valentino, Sepp Leitner & Die Neuninger, Simon Broch, Stixi & Sonja, Takeo Ischi, Uwe Heino Junior,  Roby Vandalo u.v.w.

## Auszeichnungen
- Goldene Schallplatte in Österreich (2013)

## Chart-Erfolge
- Daniela Alfinito, Liebes-Tattoo - 2020 |DE = 1|AT = 1|CH = 1| Erstveröffentlichung: 3. Januar 2020

## Soziales Engagement
Christ ist Mitglied im Förderverein Lützelsoon Hilfe für Kinder in Not und Mitglied in der Deutschen Muskelstiftung. 